# Giorgio De Lullo
Giorgio De Lullo (24 de abril de 1921 – 10 de julio de 1981) fue un actor teatral, cinematográfico y televisivo de nacionalidad italiana.

## Biografía
Nacido en Roma, Italia, se graduó en la Academia Nacional de Arte Dramático de dicha ciudad.
Su gran oportunidad como actor teatral llegó en 1945 cuando, en el Teatro Eliseo de Roma interpretó Il candeliere y La carrozza del Santissimo Sacramento, de Prosper Mérimée, junto a Andreína Pagnani, en una representación dirigida por Orazio Costa. Esta actuación le abrió el camino para otras interpretaciones en obras tales como La tempestad, La gaviota, Enrique IV, Il corvo, Julio Cesar ; La loca de Chaillot, dirigida por Giorgio Strehler; Filippo, de Vittorio Alfieri, también dirigida por Orazio Costa; Antígona, Crimen y castigo, El zoo de cristal, Eurydice, Muerte de un viajante ; Las tres hermanas, con dirección de Luchino Visconti.
A partir de 1945 empezó a actuar en el cine, interpretando casi siempre papeles de reparto, dedicándose posteriormente también a labores de doblaje.
Su rigor estilístico, así como la colaboración artística a lo largo de treinta años con Romolo Valli (con el cual también mantuvo una relación sentimental), lo convirtieron en uno de los más prestigiosos directores teatrales de la posguerra. Su principal característica era trabajar intensamente sobre el estilo de actuación de los actores, a los cuales no dejaba apenas libertad interpretativa.
Su puesta en escena de las principales obras de Luigi Pirandello, entre las que se encontraban Seis personajes en busca de un autor, Así es (si así os parece), Il giuoco delle parti, Enrique IV o Trovarsi, fue recibida por la crítica como una decisiva contribución a la modernización y actualización de la obra del escritor siciliano.

### La Compagnia dei Giovani
De Lullo fue, en 1954, uno de los fundadores de la Compagnia dei Giovani junto a Rossella Falk, Romolo Valli, Elsa Albani y Anna Maria Guarnieri. El apoyo financiero a la compañía llegó de la mano del empresario teatral Remigio Paone, al que sucedió Carlo Alberto Cappelli. Tras estrenar en quiebra Lorenzaccio, de Alfred de Musset, con dirección de Luigi Squarzina, los jóvenes actores se enfrentaron a la imposibilidad de contratar a un director. Valli propuso encomendar la dirección a De Lullo, que a partir de entonces dirigió los espectáculos de la compañía (unos cuarenta), desde Gigi, primera "consagración" del grupo, hasta 1972, año de su disolución por razones principalmente financieras.
Giorgio De Lullo continuó su carrera de director y de actor teatral con éxito, colaborando con Rossella Falk y Romolo Valli hasta el momento de su prematura muerte, ocurrida en 1981 en Roma, Italia, a causa de una enfermedad hepática.

## Teatro

### Actor
- El zoo de cristal, de Tennessee Williams, dirección de Luchino Visconti, con Rina Morelli.
- Il corvo, de Carlo Gozzi, dirección de Giorgio Strehler, con Antonio Battistella, Marina Bonfigli y Alberto Bonucci, Teatro la Fenice de Venecia, 26 de septiembre de 1948.
- La gaviota, de Antón Chéjov, dirección de Giorgio Strehler, con Antonio Battistella, Lilla Brignone y Mario Feliciani, Piccolo Teatro de Milán, 24 de noviembre de 1948.
- Filippo, de Vittorio Alfieri, dirección de Orazio Costa, con Antonio Battistella, Lilla Brignone y Ettore Gaipa, Piccolo Teatro de Milén, 6 de abril de 1949.

### Director
- Gigi, adaptación de Anita Loos de la obra de Colette (1955)
- La calumnia, de Lilian Hellman (1955)
- Il successo, de Alfredo Testoni (1956)
- ... e vissero felici e contenti, de Enzo Biagi y Giancarlo Fusco (1956)
- El diario de Ana Frank, adaptación de Frances Goodrich y Albert Hackett (1956)
- D'amore si muore, de Giuseppe Patroni Griffi (1958)
- Il buio in cima alle scale, de William Motter Inge (1958)
- Sesso debole, de Edouard Bourdet (1959)
- Anima nera, de Giuseppe Patroni Griffi (1960)
- Le donne di buon umore, de Carlo Goldoni (1960)
- Los papeles de Aspern, adaptación de Michael Redgrave de la obra de Henry James (1961)
- Un ostaggio, de Brendan Behan (1962)
- Seis personajes en busca de autor, de Luigi Pirandello (1963)
- La bugiarda, de Diego Fabbri (1964)
- Il confidente, de Diego Fabbri (1964)
- Las tres hermanas, de Antón Chéjov (1965)
- Metti una sera a cena, de Giuseppe Patroni Griffi (1966)
- L'amica delle mogli, de Luigi Pirandello (1968)
- Hedda Gabler, de Henrik Ibsen (1969)
- Il giuoco delle parti, de Luigi Pirandello (1970)
- Julio César, de William Shakespeare (1971)
- La bugiarda, de Diego Fabbri (1971)
- Así es (si así os parece), de Luigi Pirandello (1972)
- Trovarsi, de Luigi Pirandello (1974)
- El enfermo imaginario, de Molière (1974)
- Tutto per bene, de Luigi Pirandello (1975)
- Terra di nessuno, de Harold Pinter (1976)
- Enrique IV, de Luigi Pirandello (1978)
- Gin Game, de Donald L. Coburn (1978)
- Divagazioni e Delizie, de John Gay (1979)
- Noche de reyes, de William Shakespeare (1978)
- Las tres hermanas, de Antón Chéjov (1980)

## Radio
- Serenata perduta, de Pierre Rocher, con Michele Malaspina, Ubaldo Lay y Angelo Calabrese, dirección de Pietro Masserano Taricco, 16 de febrero de 1949.
- Edipo rey, de Sófocles, con Renzo Ricci, Elena Da Venezia y Tino Buazzelli, dirección de Orazio Costa, 2 de febrero de 1950.
- Cándida, de George Bernard Shaw, con Rina Morelli, Sandro Ruffini, y Elena Da Venezia, dirección de Guglielmo Morandi, 26 de febrero de 1951.

## Filmografía

### Cine
- Eugenia Grandet, de Mario Soldati (1946)
- Mio figlio professore, de Renato Castellani (1946)
- Cuore, de Duilio Coletti (1947)
- Genoveffa di Brabante, de Primo Zeglio (1947)
- Il voto, de Mario Bonnard (1950)
- La pattuglia dell'Amba Alagi, de Flavio Calzavara (1953)
- Non è mai troppo tardi, de Filippo Walter Ratti (1953)
- Addio Napoli, de Roberto Bianchi Montero (1954)
- Appassionatamente, de Giacomo Gentilomo (1956)
- In amore si pecca in due, de Vittorio Cottafavi (1954)
- Il processo di Verona, de Carlo Lizzani (1962)

### Televisión
- La domenica di un fidanzato, de Ugo Buzzolan, dirección de Mario Ferrero, 26 de enero de 1954.
- Il diario di un curato di campagna, de Georges Bernanos, con Romolo Valli, Giampaolo Rossi y Elsa Albani, dirección de Corrado Pavolini, 29 de abril de 1958.
- Giuseppe Verdi, de Mario Ferrero y Manlio Cancogni (1963).